# Duku Ilir
Duku Ilir is een bestuurslaag in het regentschap Rejang Lebong van de provincie Bengkulu, Indonesië. Duku Ilir telt 778 inwoners (volkstelling 2010).